# Egō
Egō (finès: Pahanhautoja) és una pel·lícula finlandesa de terror psicològic i corporal del 2022 dirigida per Hanna Bergholm, escrita per Ilja Rautsi i protagonitzada per Siiri Solalinna, Sophia Heikkilä, Jani Volanen i Reino Nordin. Fou estrenada al Festival de Cinema de Sundance el 23 de gener de 2022 i es va estrenar a les sales de Finlàndia el 4 de març de 2022 per Nordisk Film. Va guanyar el Gran Premi i el Prix du Jury Jeunes al Festival Internacional de Cinema Fantàstic de Gérardmer 2022. Tamabé va guanyar el premi als efectes especials al LV Festival Internacional de Cinema Fantàstic de Catalunya. Ha estat subtitulada al català.
La pel·lícula se centra en Tinja, una jove gimnasta desesperada per complaure a la seva mare, una dona obsessionada per presentar al món la imatge d'una família perfecta a través del seu popular bloc. Un dia, la Tinja troba un ou misteriós, que porta a casa. Un cop eclosiona, anomena la criatura dins "Alli" i la cuida a mesura que es converteix en un doppelgänger que actua sobre les emocions reprimides de Tinja.

## Argument
Tinja, de dotze anys, practica gimnàstica, una activitat que li va imposar la seva mare obsessionada per la imatge, una antiga patinadora artística convertida en influencer. Quan un corb vola a la casa de la família i provoca un enrenou, la mare de la Tinja trenca el coll de l'ocell i li indica que l'elimini a l'exterior. Després, la Tinja coneix una nova veïna, una noia anomenada Reetta, i el seu bulldog francès Roosa. Aquella nit, la Tinja descobreix el corb moribund al bosc proper i l'eutanàsia amb una pedra. Porta l'ou orfe del corb a casa i l'incuba sota un coixí, i més tard, a mesura que es fa més gran, dins d'un gran osset de peluix.
Tornant a casa un dia de la pràctica del gimnàs, la Tinja descobreix que la mare té una aventura amb el manetes, Tero. Reetta s'uneix a Tinja a la següent pràctica, demostrant ser molt reeixida. Això fa que la mare pressioni la Tinja perquè practiqui fins que se li facin ampolles i sagni la mà.
L'ou finalment eclosiona en una estranya criatura semblant a un ocell, que aviat s'escapa, tornant al vespre següent amb una ferida persistent per un fragment de vidre. Li diu a la criatura Alli i la deixa dormir sota el seu llit. Mentre dorm, la Tinja s'enfada pels lladrucs de Roosa. Es desperta i troba l'Alli a sobre amb el cadàver decapitat del gos al seu costat. Quan això la fa vomitar, Alli se'l menja. La Tinja enterra ràpidament Roosa al pati del darrere, sense saber que el seu germà petit, Matias, l'està observant.
Un vespre, quan la mare li dóna un raspall de cabells a la Tinja mentre descuida en Matias, aquest desenterra el cadàver de la Roosa amb rencor i culpa  Tinja. Aleshores, Matias s'endinsa a l'habitació de la Tinja, amb una màscara, per descobrir què hi ha sota el seu llit. Alli li talla la màscara, espantat. A la planta baixa, Tinja pateix una convulsió, cosa que indica que ella i Alli estan lligades psíquicament.
L'endemà, la mare està disgustada quan Reetta guanya la competició. L'Alli ataca brutalment la Reetta de camí a casa, mentre que Tinja té una altra convulsió. Tinja troba el bec mudat de l'Alli i s'adona que la criatura comença a semblar-se més a ella. Més tard, Tinja porta flors a la Reetta, horroritzada per la gravetat de les seves ferides i amputada la mà esquerra. La Tinja torna a casa i castiga l'Alli donant-se una bufetada; Alli consola la Tinja mentre plora. Al matí, Alli sembla totalment humana, excepte els ulls.
Com que la Reetta està ingressada a l'hospital, la Tinja té el seu lloc a la competició. La mare proposa que ella i la Tinja es quedin amb Tero el cap de setmana; el pare implica que sap sobre Tero. A casa de Tero, la Tinja s'assabenta que és vidu amb una filla petita anomenada Helmi. La Tero simpatitza amb Tinja, deduint que no és realment una apassionada de la gimnàstica. Més tard, quan Tinja està donant de menjar a l'Alli, Tero interfereix i la criatura l'ataca fent-li mal a la mà. Malgrat això, perdona la Tinja i la cobreix.
La mare arriba per portar la Tinja al concurs. Quan la mare es preocupa per l'Helmi i fa que Tinja estigui gelosa, la Tinja té por que l'Alli pugui atacar Tero i Helmi mentre ella no hi és. Quan la Tinja comença la seva rutina, veu mentalment l'Alli, que està a punt d'atacar a l'Helmi amb una destral. La Tinja se saboteja i cau, lesionant-se el canell, la qual cosa atura l'Alli. Després de la competició,  Tero, que va presenciar l'intent d'atac d'Alli, expulsa Tinja i la seva mare, dient que la Tinja té problemes greus. Abans de marxar, la mare enfadada culpa Tinja d'arruïnar la seva felicitat.
A casa, la mare troba l'Alli a l'habitació de Tinja i, confonent la criatura amb Tinja, li raspalla els cabells a la força, ferint l'Alli en el procés. Alli ataca la mare, però Tinja intervé i Alli fuig, cridant mentre els costats de la seva mandíbula s'obren. Tinja explica que tot el caos recent és a causa d'Alli, i persegueixen la criatura. A l'habitació de la Tinja, l'Alli venç a la mare, que li clava una punyalada a la cama, ferint també la Tinja. La Tinja intenta explicar que l'ha ferit, però la mare ataca de nou de totes maneres, només per adonar-se que ha apunyalat Tinja, que ha saltat davant d'Alli per protegir-la. Tinja s'enfonsa sobre Alli i mor, la seva sang cau a la boca de la criatura i completa la seva transformació. L'Alli aparta el cadàver de la Tinja, els seus ulls ara totalment humans i la boca curada. Pronuncia la paraula "Mare" i s'aixeca, mirant-la.

## Repartiment
- Siiri Solalinna com a Tinja / Alli
  - Hertta Karén com Alli (etapes inicials 2)
  - Jonna Aaltonen com Alli (etapes inicials 1)
- Sophia Heikkilä  com a mare
- Jani Volanen com el pare
- Reino Nordin com a Tero
- Oiva Ollila com a Matias
- Ida Määttänen com a Reetta
- Saija Lentonen com a entrenadora
- Stella Leppikorpi com a amiga del gimnàs
- Hertta Nieminen com a amiga del gimnàs
- Aada Punakivi com a amiga del gimnàs
- Miroslava Agejeva com a Baby Helmi

## Producció

### Desenvolupament
La directora Hanna Bergholm va començar el càsting al voltant del 2018. El càsting per al paper de Tinja es va descriure com un repte perquè era un paper doble exigent, ja que l'actriu hauria de retratar tant Tinja com el monstre Alli.
El rodatge va començar el juliol de 2019 a Letònia.

### Efectes especials
La criatura va ser interpretada per un titella animatrònic, creat pel dissenyador animatrònic principal Gustav Hoegen i el seu equip. A mesura que el monstre evoluciona, en comptes del titella, és interpretat per diferents intèrprets. El maquillatge d'efectes especials va ser dissenyat per l'artista d'efectes Conor O'Sullivan, nominat a l'Oscar als millors efectes especials.

## Llançament i màrqueting
El juny de 2020, IFC Midnight va adquirir els drets de distribució nord-americans de la pel·lícula. Ego fou estrenada al Festival de Cinema de Sundance el 23 de gener de 2022. Es va estrenar a les sales de cinema a Finlàndia el 4 de març de 2022 per Nordisk Film. Als Estats Units, la pel·lícula es va estrenar en estrena limitada el 29 d'abril de 2022 i en vídeo a la carta el 17 de maig.
El febrer de 2021 es va publicar un tràiler. Brad Miska de Bloody Disgusting va comentar el tràiler, comparant-lo favorablement amb la pel·lícula de 1990 Meet the Applegates i va escriure que "s'asseu còmodament al capdamunt de la meva llista de vistes obligatòries". Eric Kohn d' IndieWire també va fer esment de la pel·lícula a la seva llista de prediccions del 74è Festival Internacional de Cinema de Canes, i va escriure que "podria agradar als fans de la pel·lícula de monstres sueca, Border, que va guanyar el premi Un Certain Regard a Cannes el 2018, però amb una dosi addicional de comentaris sobre la curació de les nostres vides a les xarxes socials en què participem molts de nosaltres".

## Recepció
Al lloc web de l'agregador de ressenyes Rotten Tomatoes, el 93% de les crítiques de 134 crítiques són positives, amb una valoració mitjana de 7,3/10. El consens del lloc web diu: "Una pel·lícula de missatges amb una closca de terror dura, Ego se situa entre la bellesa i la repulsió, i estableix Hanna Bergholm com un nou talent brillant". Metacritic, que utilitza una mitjana ponderada, va assignar a la pel·lícula una puntuació de 75 sobre 100, basada en 25 crítics, indicant crítiques "generalment favorables". Ego va ocupar el 10è lloc a la llista de les millors pel·lícules de terror del 2022 de Rotten Tomatoes.